# Марш Слави Героїв
Марш Сла́ви Геро́їв (до 2014 — Марш УПА) — традиційна щорічна святкова хода українських націоналістів у Києві, що відбувається 14 жовтня на Покрову, та приурочена до Дня захисника України та річниці створення Української Повстанської Армії. З 2006 року організатором маршу є ВО «Свобода». З 2015 року окрім ВО «Свобода» до організації маршу долучилися інші націоналістичні партії та організації України, такі як «Правий сектор» та інші а з 2016 року — «Національний корпус».

## Історія

### Марші 2005—2007 років
Перший марш відбувся 15 жовтня 2005 року в Києві. У марші взяли участь представники ветеранських організації «ОУН-УПА», політв'язнів та репресованих комуністичним урядом, УНА-УНСО, ВО «Свобода», «КУН», «Молодіжного Націоналістичного Конгресу» та інших націоналістичних партій та організацій. Під час маршу на Бесарабці відбулися сутички з лівими екстремістами із «Че Гевара», проросійського «Верного казачества», «Євразійського союзу молоді» та Прогресивної соціалістичної партії Вітренко Серед заарештованих були кілька націоналістів, але жодного представника лівих сил.

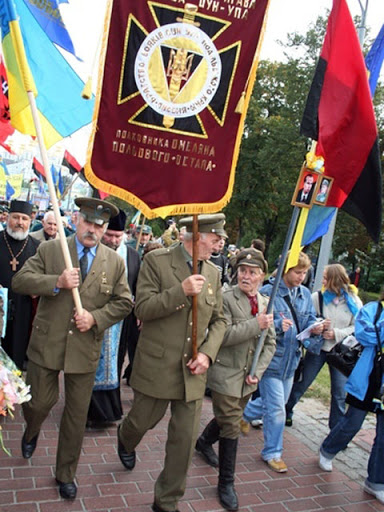
Марш УПА у 2006 році

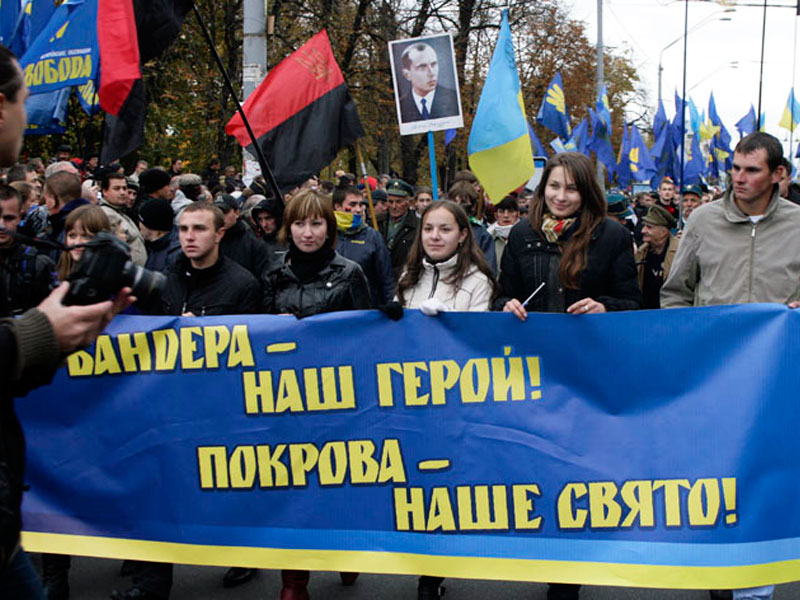
Марш УПА, 2009 рік

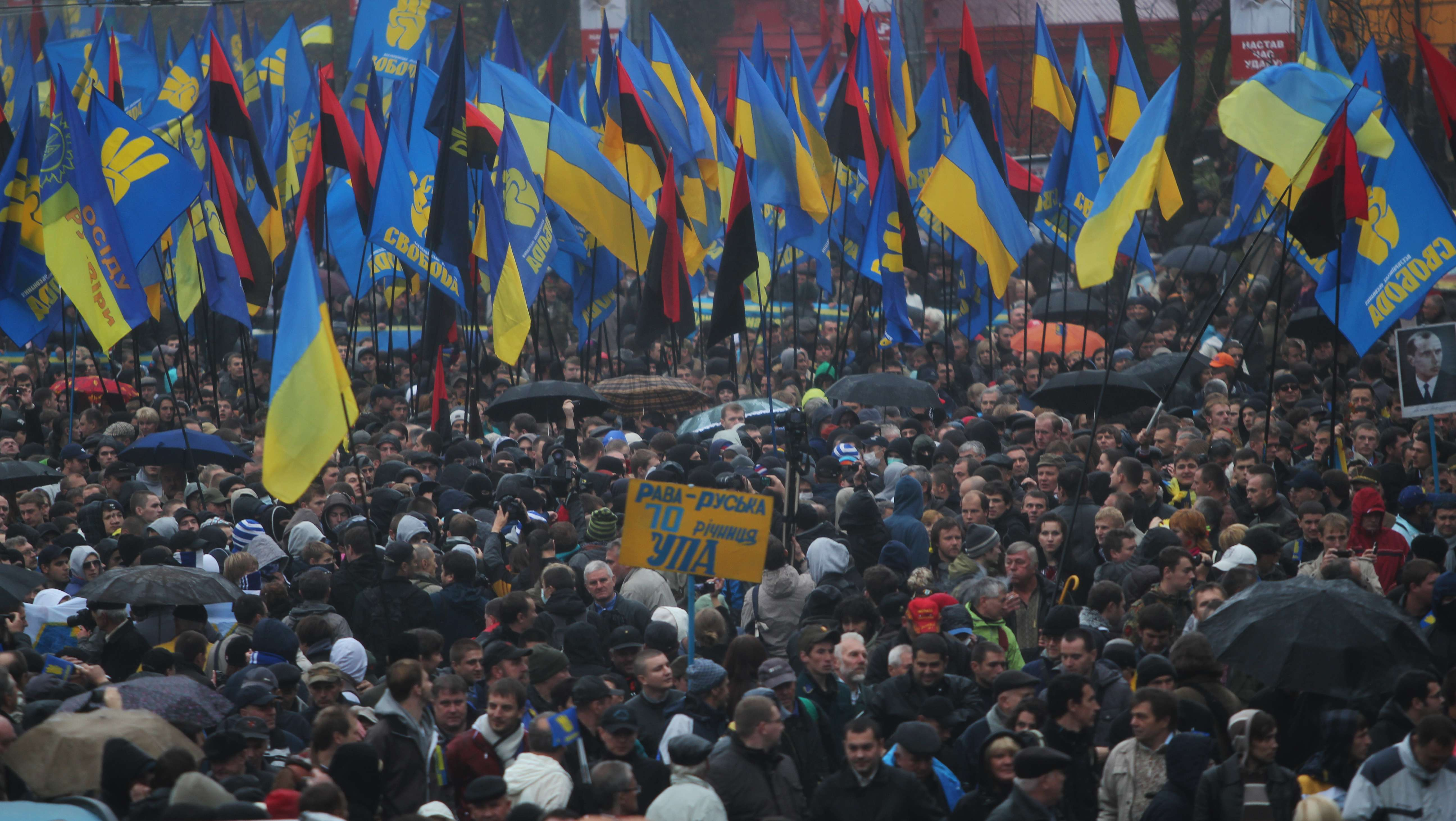
Марш УПА у 2012 році

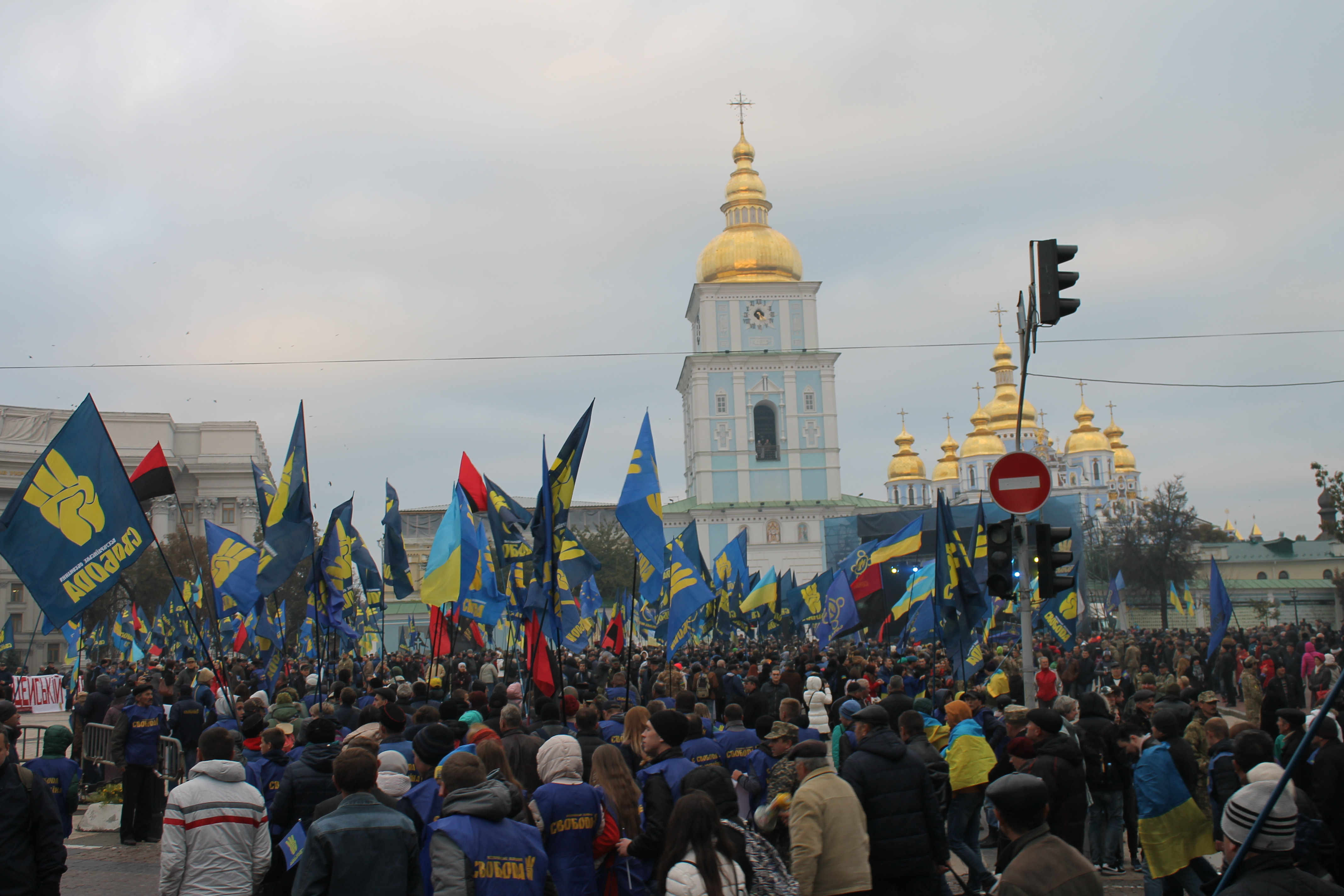
Марш Слави Героїв у 2016 році

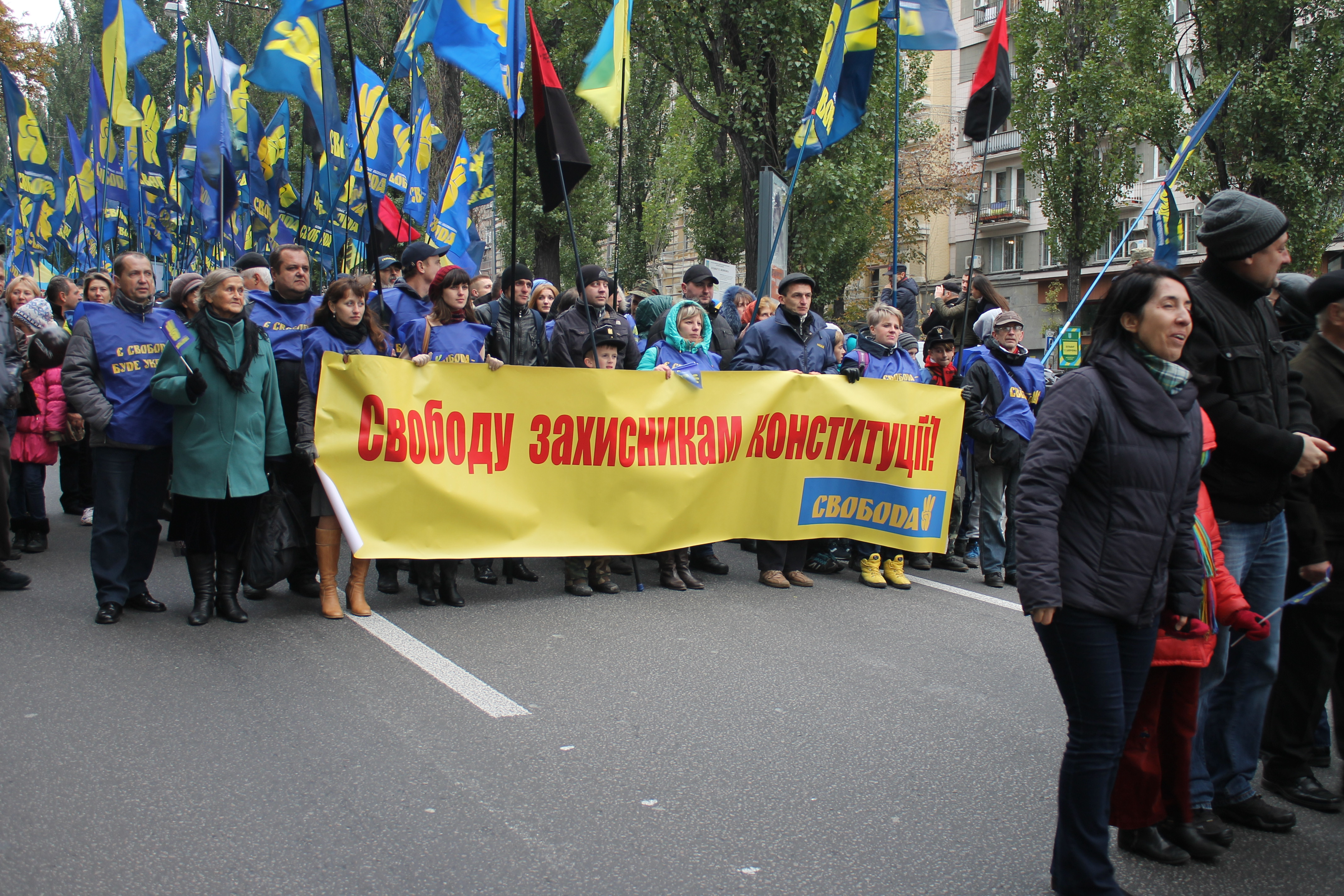
Марш Слави Героїв у 2016 році

У 2006 році, попри рішення суду, який заборонив вшановувати героїв УПА на Майдані Незалежності, Марш відбувся. Націоналісти зайняли Майдан у ніч на 14 жовтня. До них серед ночі приїхав тодішній міністр внутрішніх справ Юрій Луценко, проте націоналісти не змінили свого рішення та залишились на Майдані. Міліція та «Беркут» перекрили усе навкруги Майдану.
Марш розпочався о 10-й ранку 14 жовтня на Майдані а завершився біля Софійського собору, де пройшов традиційний молебень за участю священників УПЦ КП, УАПЦ, УГКЦ та інші урочисті заходи. У марші взяло участь близько 10 тис. учасників.
Марш УПА у 2007 році був приурочений до 100-річчя з дня народження Головного командира УПА Романа Шухевича та 65-ї річниці УПА. Марш розпочався о 8 годині ранку 14 жовтня з автопробігу «65 років УПА». Вулицями Києва проїхало більше 50 автівок та автобусів із державними прапорами України, червоно-чорними прапорами та прапорами ВО «Свобода». О 10 годині ранку автопробіг завершився біля пам'ятника Тарасу Шевченку, після чого учасники рушили ходою до Софійської площі, де відбулось урочисте віче вшанування пам'яті бійців Української Повстанської Армії за участі представників церков різних конфесій, ветеранів ОУН-УПА, громадських діячів. Київська влада намагалася перешкодити проведенню маршу в судовому порядку. Марш був організований ВО «Свобода». У марші взяло участь близько 5 тисяч осіб, котрі представляли ВО «Свобода», «Конгресу українських націоналістів», «УНА-УНСО» та інші націоналістичні організації та партії.

### Марші 2010—2015 років
14 жовтня 2010 року в Києві Марш УПА пройшов під гаслом — визнання боротьби ОУН-УПА національно-визвольною боротьбою Української нації та проголошення 14 жовтня — День створення УПА – державним святом України. У марші взяло участь близько 10 тисяч осіб. Влада намагалася блокувати проїзд учасників акції до столиці. Людей безпідставно висаджували з автобусів, визнавали транспорт несправним, погрожували водіям позбавленням ліцензії. Марш розпочався біля пам'ятника Тараса Шевченка та завершився на Софійській площі.
Марш у 2011 році був приурочений 69-й річниці створення Української повстанської армії та пройшов з вимогами повернути звання Герой України Степану Бандері та Роману Шухевичу, визнати боротьбу ОУН-УПА національно-визвольною боротьбою Української нації та проголосити 14 жовтня — День створення УПА — державним святом. Марш розпочався біля пам'ятника Тарасу Шевченку та завершився на Михайлівській площі святковим концертом провідних українських рок-гуртів «Кому вниз», «Плач Єремії», «Ot Vinta!», «Тінь сонця», «Рутенія». У заході взяло участь від 8 до 15 тис. осіб.
У 2012 році Марш Слави Героїв був приурочений 70-й річниці створення УПА. У святковій ході взяло участь близько 30 тисяч осіб. Організатором виступило Всеукраїнське об'єднання «Свобода». У марші взяли участь «С14», фанати «Динамо» Київ та інші.
14 жовтня 2013 року Марш був присвячений 71-й річниці створення Української Повстанської Армії та вперше з 2005 року пройшов Хрещатиком. У ході, яка пройшла без інцидентів, взяли участь близько 25 тисяч осіб. Організатором виступила ВО «Свобода». На Михайлівській площі у вечері відбувся концерт.
У 2015 році, Марш був приурочений до 73-ї річниці створення Української Повстанської Армії. У марші взяло участь понад 10 тисяч представників та прихильників ВО «Свобода», «Правого Сектору», «Організації Українських Націоналістів», «Конгресу українських націоналістів» та інших націоналістичних організацій та партій. Марш розпочався на Михайлівській площі з молитви за Україну та хвилиною мовчання за загиблими на Донбасі та героями «Небесної сотні». Марш завершився під Лук'янівським СІЗО мітингом, де вимагали від влади звільнити політв'язнів.

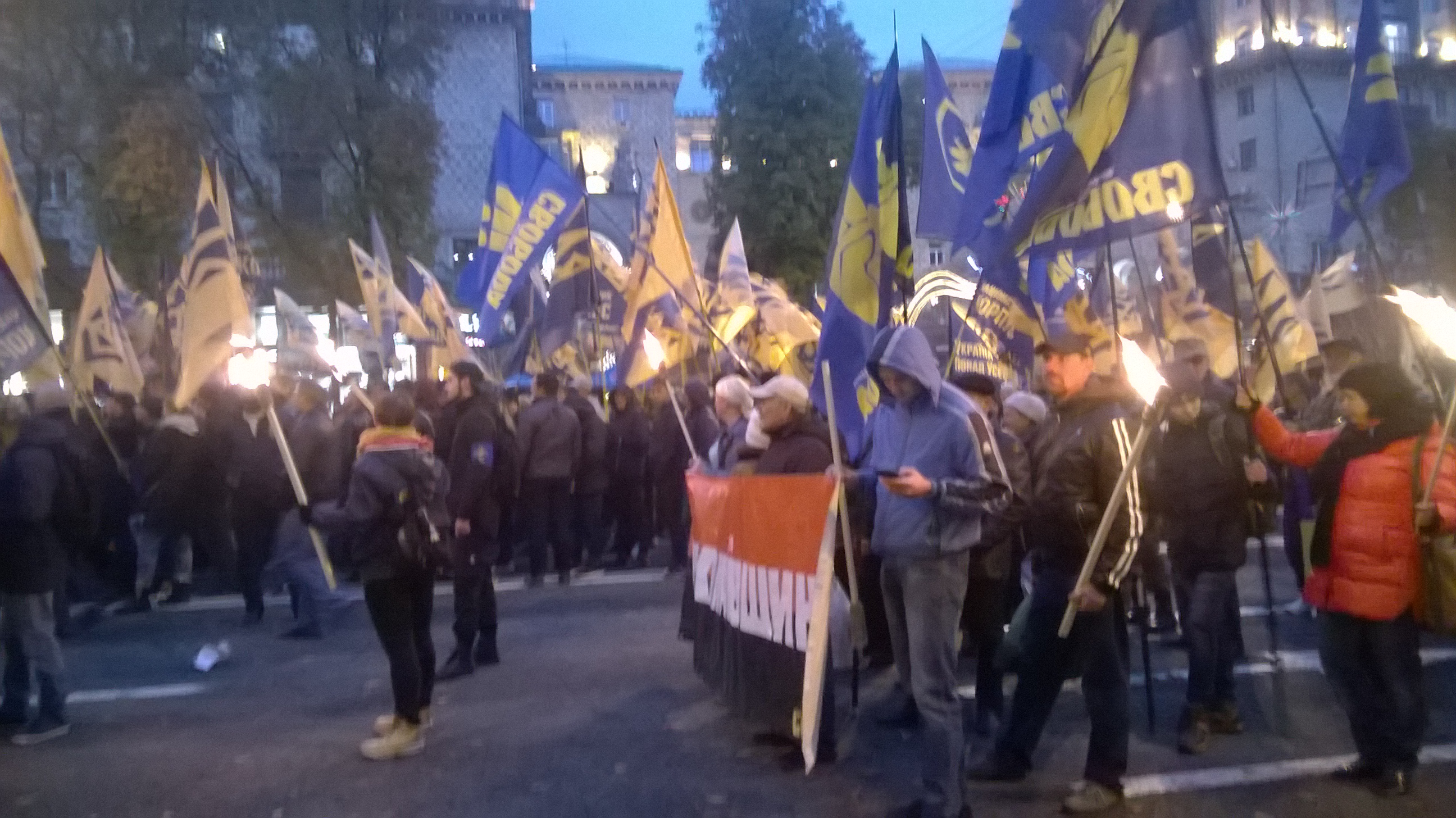
Марш Слави Героїв, 2017 рік

### Марші 2016—2018 років
У 2016 році, Марш пройшов 14 жовтня на свято Покрови Пресвятої Богородиці і був 12 за ліком. Перед початком ходи у столичному парку Шевченка на урочисте віче зібралося більше 20 тисяч учасників. За годину до початку Маршу Слави Героїв, біля пам'ятника Шевченка у Києві роздавали прапори «Свободи» та газету «Доброволець». У марші взяли участь члени та прихильники ВО «Свобода», громадської ініціативи «Чорний комітет», «Братство», «Правий сектор», «Конгрес українських націоналістів», «ОУН», «УНА-УНСО», «С14», «Комітет визволення політв'язнів» та інших націоналістичних організації та партій. Святковий марш був присвячений 74-й річниці створення УПА, святу Покрови та Дню захисника України. Учасники вшанували Героїв, що боролися за Україну зі зброєю в руках у минулому і під час новітньої російсько-української війни.
У 2017 році Марш був приурочений до Дня захисника України, Дня українського козацтва та 75-річчя УПА. Захід було організовано ВО «Свобода», «Національним корпусом» та «Правим сектором».
Марш розпочався урочистим віче біля пам'ятника Тарасу Шевченку, потім сформовані колони пройшли ходою бульваром Шевченка — Хрещатиком — Майданом Незалежності — вулицею Сагайдачного, та завершився святковим концертом гурту «Кому Вниз» на Контрактовій площі. За даними поліції у марші взяли участь близько 10 тис. осіб.

Марш 2018 року знову мав назву «Марш УПА» з гаслом «Повернемо Україну українцям», а проросійські канали, зокрема й «112й» (Олексій Ананов та Євгенія Скорина), в репортажі підкреслено називали це «маршем ультраправих» і запитувати у вуличних журналістів «чи все спокійно?». Марш пройшов 14 жовтня та розпочався о 16 годині біля Парку Тараса Шевченка, звідки колони пройшли до Бесарабки і звідти - Хрещатиком до Європейської площі. Хода було з фальшфейерами (без смолоскипів). Основний стрим вів ютюб-канал Радіо Свобода, під назвою «LIVE | Марш УПА. Київ», ведучий Мар'ян Кушнір. Олег Тягнибок у своїй вітальній промові виголосив пропозицію вважати це маршем у владу і мати за мету у 2020 році взяти більшість у місцевих радах, а 2019 року висунути єдиним кандидатом від правих сил Руслана Кошулинського. Марш охороняли понад 6000 поліцейських, проте в кадрах з репортажів їх не було видно. Згідно з репортажем радіо Свобода, організаторами виступили ВО «Свобода», «Правий сектор», «ОУН», «С14», «Національні дружини» та інші проукраїнські організації, об'єднання і партії. Марш закінчився о 18:20 мітингом, який відкрив депутат Андрій Іллєнко, а слідом і концертом, який підготував гурт «Кому вниз». Концерт був у тому самому стримі Радіо Свобода. На концерті було встановлено рекорд у виконанні пісні «Зродились ми великої години». Журналісти ТСН оцінили кількість учасників на старті Маршу у 5 тис. чоловік.

### Марш 2019 року

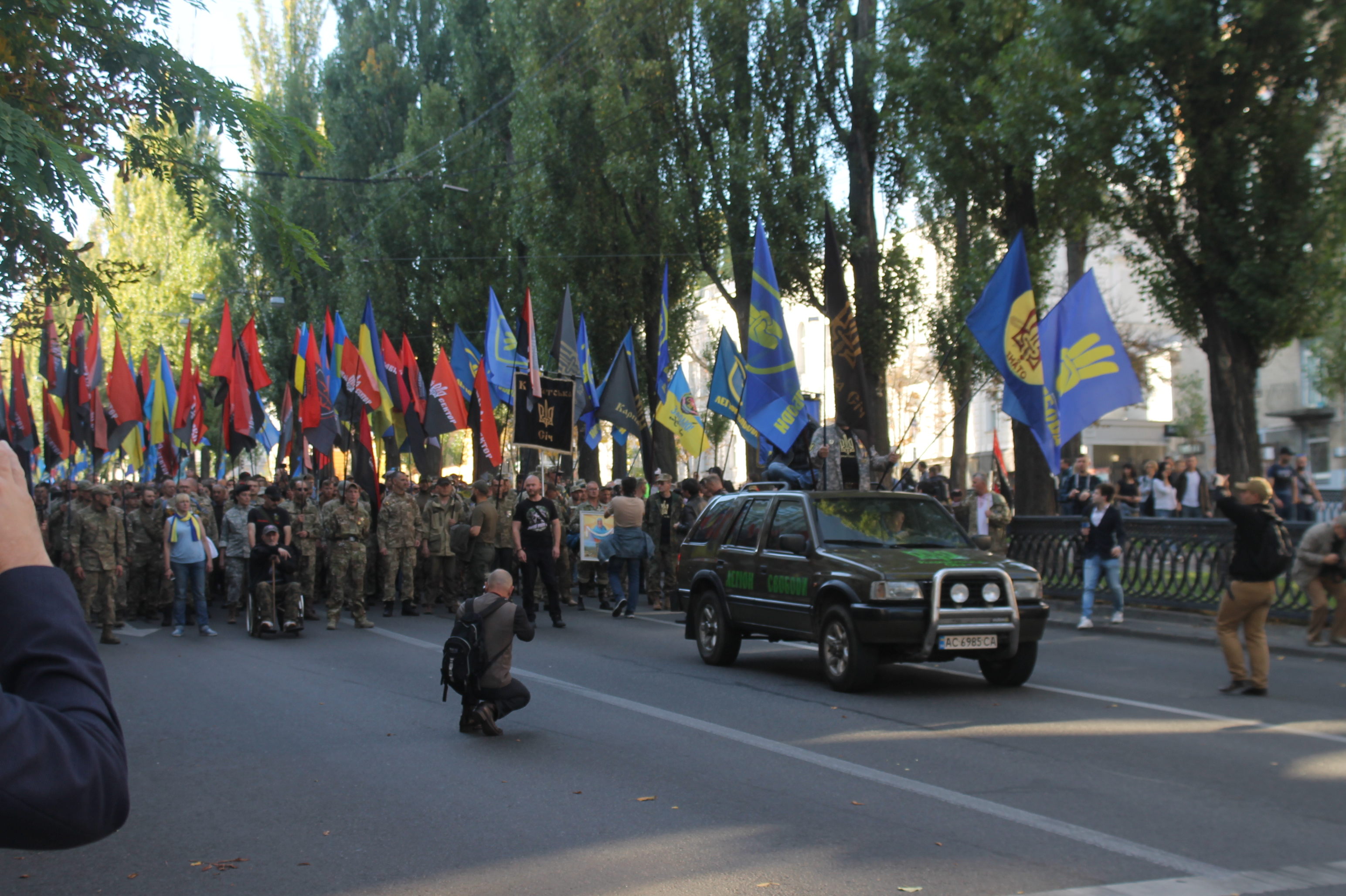

2019 вперше в історії України пройшли два окремі марші. Перший, під назвою «Захистимо українську землю!», був організований ВО «Свобода», а другий, під назвою «Марш спротиву капітуляції» низкою ветеранських організацій. Обидва марші пройшли під гаслом «Ні капітуляції», учасники маршів висловили протест проти імовірної реінтеграції Донбасу за т.зв. «Формулою Штайнмаєра». Наявність двох окремих маршів імовірно пов’язана з протилежною позицією учасників щодо доцільності розгортання на акції партійних прапорів.

### Марш 2020 року
14 жовтня 2020 року, у Марші на честь Покрови, Дня українського козацтва, 78-ї річниці створення УПА та Дня Захисника України, який о 14.00 розпочався від парку імені Тараса Шевченка у м. Києві, взяли участь декілька тисяч людей, в тому числі ветерани бойових дій на Донбасі, представники націоналістичних партій та організацій, серед яких ВО "Свобода", "Національний корпус", "Правий сектор", УНА-УНСО. Учасники ходи пройшли бульваром Шевченка та Хрещатиком до Майдану Незалежності, а тоді - до Офісу президента на вулиці Банковій. Демонстранти закликали владу скасувати заборону для військових відповідати на обстріли з боку сепаратистів на Донбасі, закрити низку телеканалів, які вони вважають проросійськими, та також ухвалити закон про колабораціонізм.

### Марш 2021 року
14 жовтня 2021 року, близько 5 тисяч чоловік взяли участь в "Марші нації" в м. Києві, який був приуроченому до Дня захисників і захисниць України. Учасники ходи пройшли центральними вулицями міста, від пам'ятника Тарасу Шевченку на Володимирській - до Майдану Незалежності та Інститутської. В Марші взяли участь представники націоналістичних партій та організацій: "Національний корпус", "Свобода" , "Правий сектор" та "Сокіл". У ході взяли участь Голова "Національного корпусу" Андрій Білецький та голова ВО "Свобода" Олег Тягнибок, які перед початком Маршу озвучили свої вимоги до влади, зокрема, щодо припинення переслідування військових і ветеранів, вони вимагають ухвалення закону "про колабораціоністів" та затвердження на законодавчому рівні недопустимості виборів на тимчасово окупованих територіях.